# Gerhard Wendland
Gerhard Wendland (19. dubna 1916 Berlín – 21. června 1996 Mnichov) byl německý zpěvák populární hudby.

## Život
Gerhard Wendland studoval původně práva. Studium však přerušil, aby se nadále věnoval zpěvu na hudební akademii v Berlíně. Byl rozhodnutý stát se operním zpěvákem. Dirigent a skladatel lehké hudby Franz Grothe ho tehdy přesvědčil, aby zkusil natočit několik šlágrových písní. V 27 letech vydal Wendland své první album Du warst für mich der schönste Traum. Jeho kariéru přerušila v roce 1940 druhá světová válka. Zpěvák byl povolán do boje a dostal se do amerického zajetí. Zde navázal řadu kontaktů, které využil v roce 1948, a začal čím dál častěji vystupovat jako zpěvák v amerických důstojnických klubech. Brzy získal angažmá v bavorském rozhlase, vystupoval také s Wernerem Müllerem a jeho známým Tanečním orchestrem RIAS. Často zde spolupracoval se zpěvačkou Gittou Lind.
V roce 1951 byl jeho hit Das machen nur die Beine von Dolores slyšet na všech rozhlasových stanicích. Wendland se v padesátých letech stal jedním z nejvyhledávanějších interpretů. V roce 1960 získal třetí místo při výběru kandidátů na reprezentaci Německa na pěvecké soutěži Eurovize s písní Alle Wunder dieser Welt. Téhož konkurzu se – tentokrát neúspěšně – účastnil v roce 1964 s písní Wohin ist der Sommer.
Za tango Tanze mit mir in den Morgen obdržel Wendland v roce 1961 Zlatou desku. Píseň byla po dobu 46 týdnů na žebřících hitparád a stala se opravdovým hitem. V roce 1964 nazpíval Wendland titulní píseň k televizní loterii stanice ARD. Tuto píseň s názvem Bald klopft das Glück auch mal an deine Tür pak zpíval v mnoha televizních pořadech.
Dne 18. ledna 1969 se Wendland objevil v prvním díle hitparády Dietera Thomase Heckse na stanici ZDF s písní Liebst du mich? 
Když začala fotbalová Bundesliga, Wendland se veřejně hlásil k svému oblíbenému týmu Borussia Dortmund; často byl hostem na tribuně. Kromě toho se objevoval i na filmovém plátně, kde hrál občas i sám sebe. V umělecké kariéře pak pokračoval různými vystoupeními v divadlech nebo hostováním na různých galaprogramech. 
Gerhard Wendland zemřel 21. června 1996 ve svém domě v Mnichově. Jeho hrob se nachází na mnichovském hřbitově Riem.